# Minas Morgul (Band)

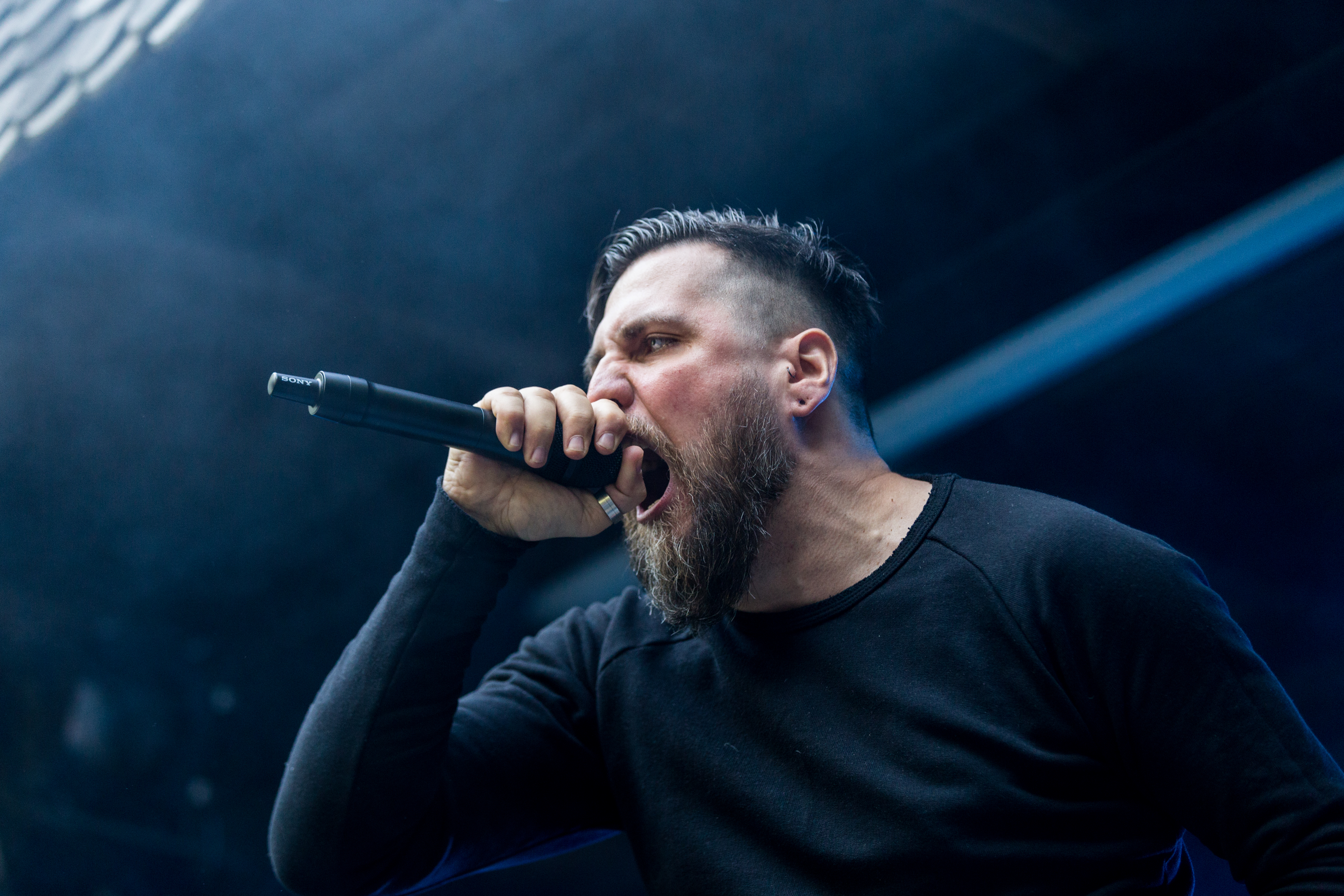
Sänger Rico auf dem Dark Troll Open Air 2017

Minas Morgul ist eine 1997 gegründete deutsche Pagan-Metal-Band. Der Name bezieht sich auf eine Stadt in der Welt von J. R. R. Tolkiens Romanreihe Der Herr der Ringe. Als Logo verwendet die Gruppe eine doppelte Mannaz-Rune.

## Geschichte
Ein Jahr lang existierte die Band noch ohne Namen, bis sie sich kurz vor ihrem ersten Live-Auftritt im Frankfurter Lokal Rockit für Minas Morgul entschied. Dieses Konzert wurde mitgeschnitten und etwas später als Demo-CD mit dem Titel First Battle (1998) veröffentlicht. Dieser Tonträger wurde nur an Freunde verteilt und existiert nur in sehr geringer Stückzahl.
Nach einigen Auftritten wurde 1998 das nächste Demoalbum The Dark Age of Revelation aufgenommen. Produziert wurde es von der Band selbst. Nachdem Keyboarder Matze die Band verlassen hatte, nahm Anne seinen Platz ein.
Im Jahre 2000 entstand das erste professionelle Album Das dunkle Reich des Paganlords. Nach einigen weiteren Konzerten wurde die Plattenfirma Aural Attack Productions auf die Band aufmerksam und nahm sie im Februar 2002 unter Vertrag. In Zusammenarbeit mit Aural Attack Productions entstand das Album Schwertzeit, das im November 2002 veröffentlicht wurde.
2004 wollte Minas Morgul ein weiteres Album via Aural Attack Productions veröffentlichen, wechselte aufgrund anderer Vorstellungen der Plattenfirma im Oktober 2004 jedoch zu Black Attakk. Im Januar 2005 nahm die Gruppe im Spiderhouse-Tonstudio das Album Todesschwadron Ost auf. Nach dessen Veröffentlichung des Albums wurde der Vertrag mit Black Attakk wieder gekündigt. Im März 2007 spielte die Band auf dem Ragnarök-Festival und einen Monat später nahm sie das nächste Album auf. Nach der Aufnahme verließ Sänger Nidhogg vom Walde die Band aus persönlichen Gründen. Ende Juni 2007 kam Nazgul für einen Monat als Gastsänger dazu, bis er Juli 2007 durch Rico ersetzt wurde. Im selben Jahr schloss die Band mit der Plattenfirma Heiden Klangwerke einen Vertrag und veröffentlichte unter dessen Label das Album Aus Blut gemacht, welches schließlich im Dezember 2007 veröffentlicht wurde.
Im August 2008 wurde das Split-Album Schildfront mit Varg aufgenommen, welches im September 2008 unter dem Label Twilight veröffentlicht wurde. Im Juli 2009 wurde das Album Eisengott aufgenommen und im Oktober desselben Jahres bei Heidenklangwerke veröffentlicht.
Am 4. November 2018 gab die Band auf Facebook bekannt, dass Robert „Robse“ Dahn, der Frontmann von Equilibrium, den bisherigen Sänger Rico ersetzen wird. Des Weiteren verließ Gründungsmitglied Sam nach 21 Jahren die Band, worauf Bobby B. die zweite Gitarre übernahm und Janke Jenks (Riger) als neuer Bassist in die Gruppe kam. Am 30. Dezember desselben Jahres wurde mit Niedergang das erste Lied in neuer Besetzung veröffentlicht.
Am 23. April 2021 ist das siebte Studioalbum Heimkehr erschienen.

## Stil
Minas Morgul spielt allgemein melodischen Metal mit Black- und Pagan-Metal-Einflüssen. Diese sind in Liedern wie Wie’s uns gefällt oder Mit den Wölfen ziehend zu vernehmen, wo überwiegend melodische, epische Gitarrenmelodien zum Einsatz kommen. Es werden hohe Screams benutzt, seltener auch tiefe Growls und manchmal folgt ein Wechsel zu klarem Gesang.
Die Texte sind oft gesellschaftskritisch, so wird zum Beispiel George W. Bush mit Joseph Goebbels verglichen, wobei die Band letzteren in Tag / Monolithen des Todes als „Lügner“ und „Verführer“ betitelt. Bei den von neuheidnischen Themen geprägten Liedern handeln die Texte häufig vom Feiern und von Alkoholgenuss.

## Bandmitglieder

Minas Morgul live auf dem Metal Frenzy 2018 in Gardelegen
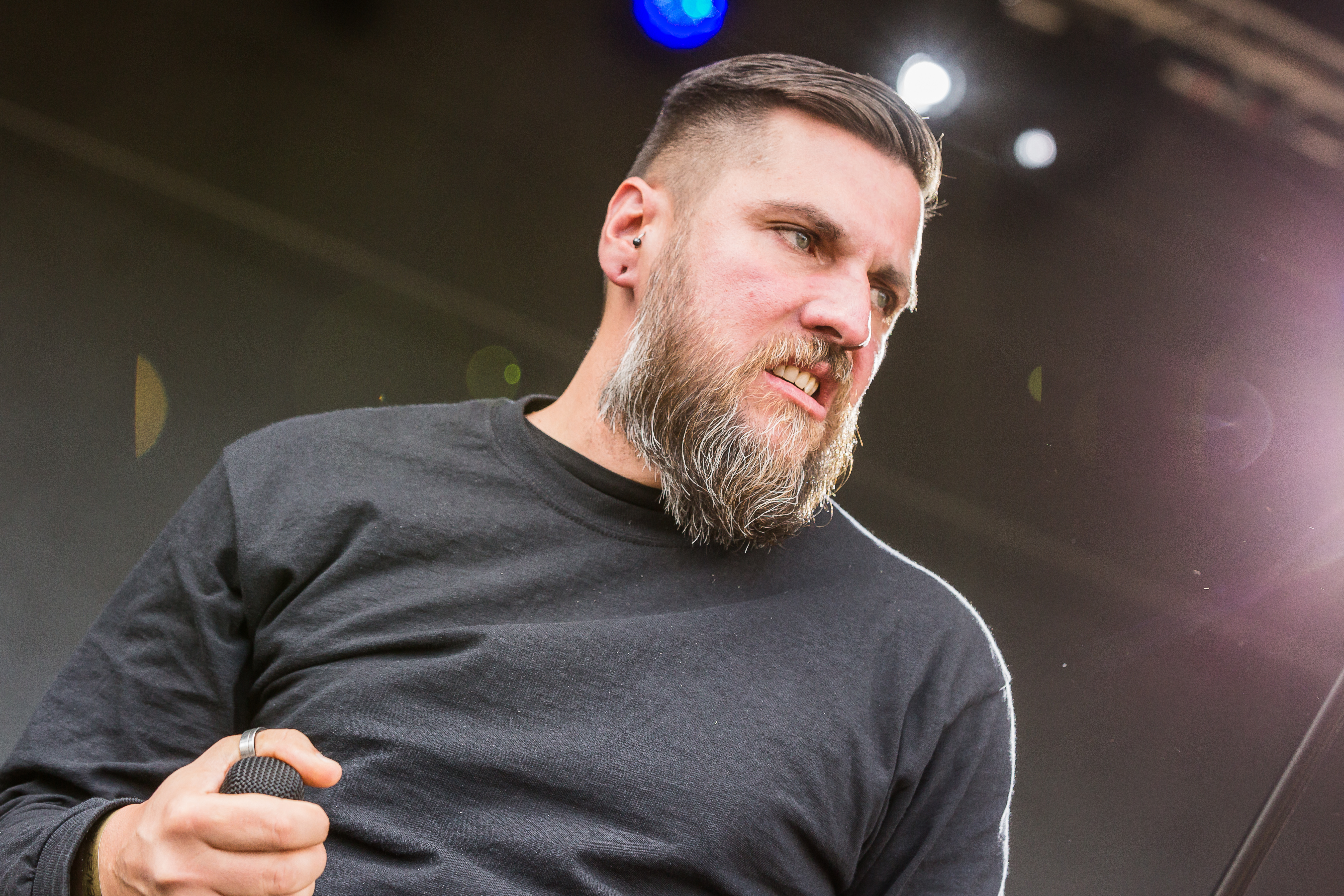
Sänger Rico
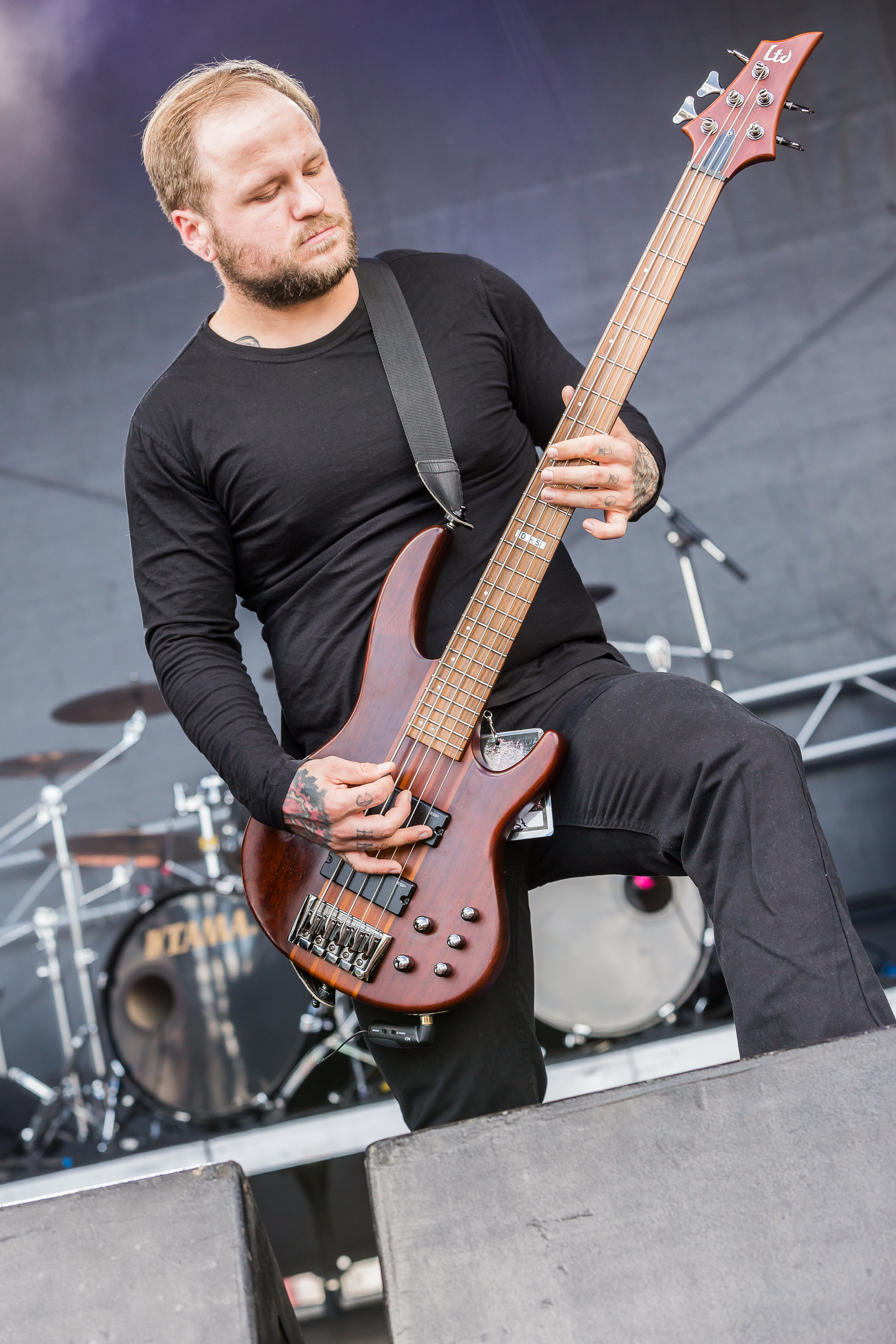
Bassist Bobby B.
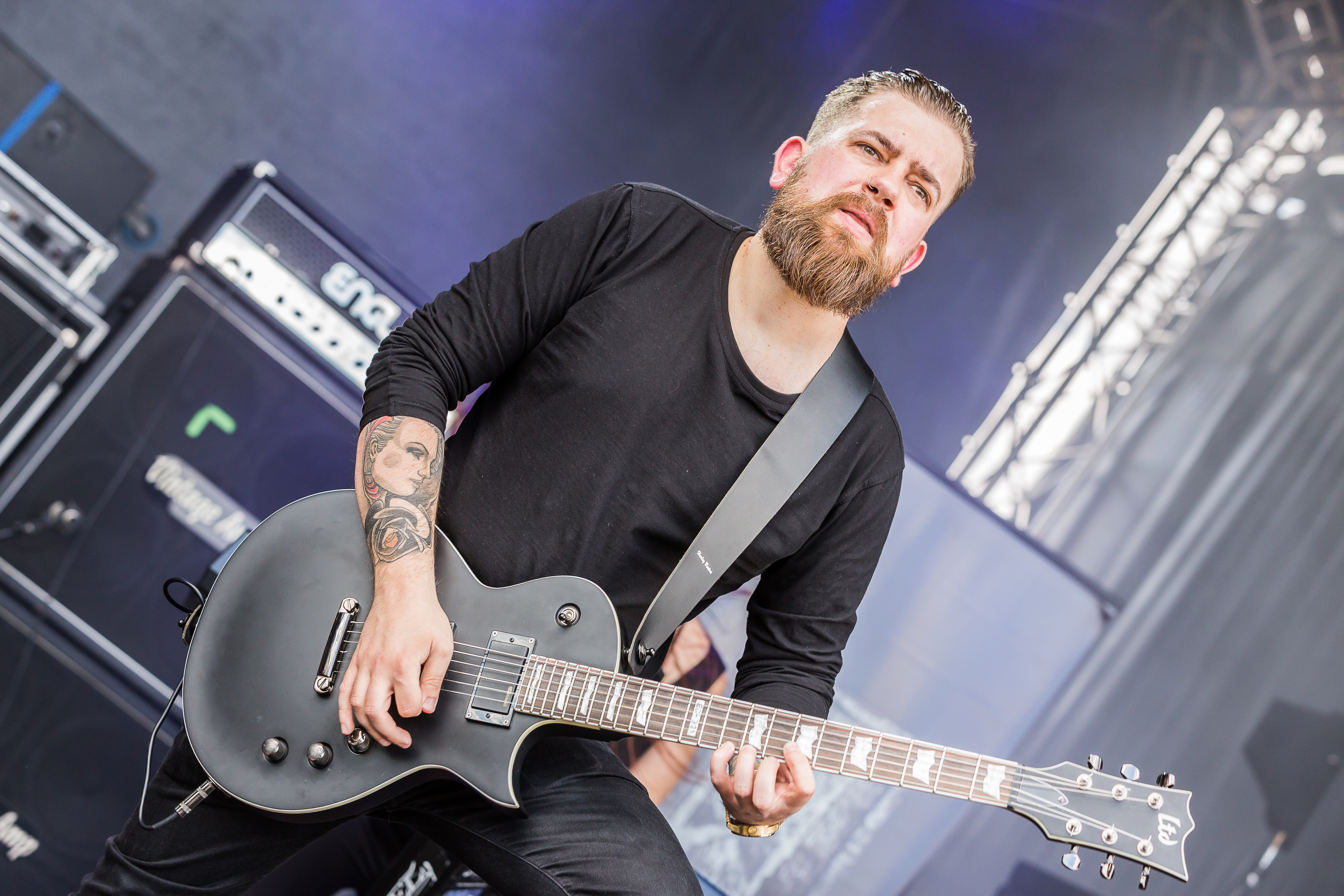
Gitarrist Christoph Saul
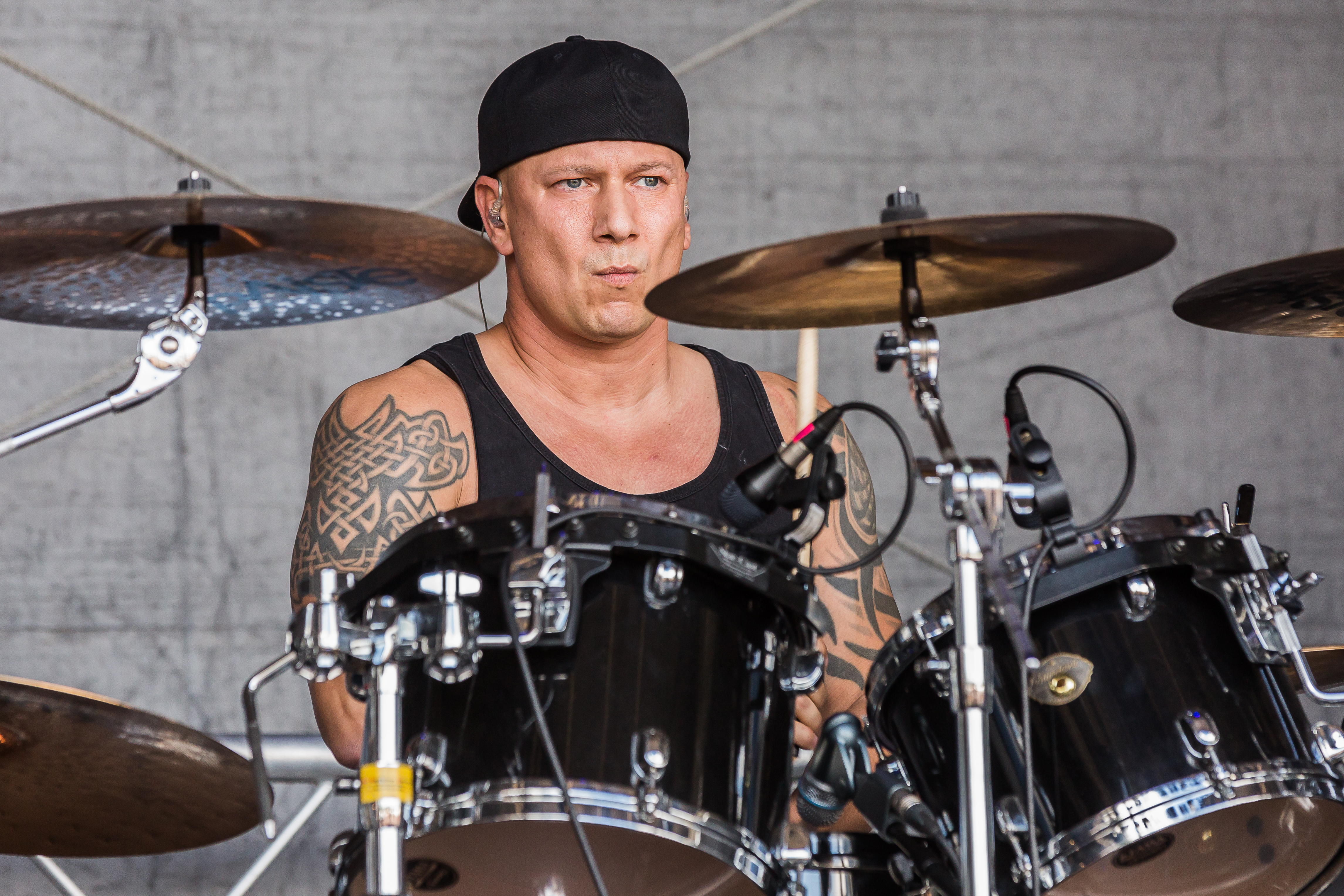
Schlagzeuger Andreas
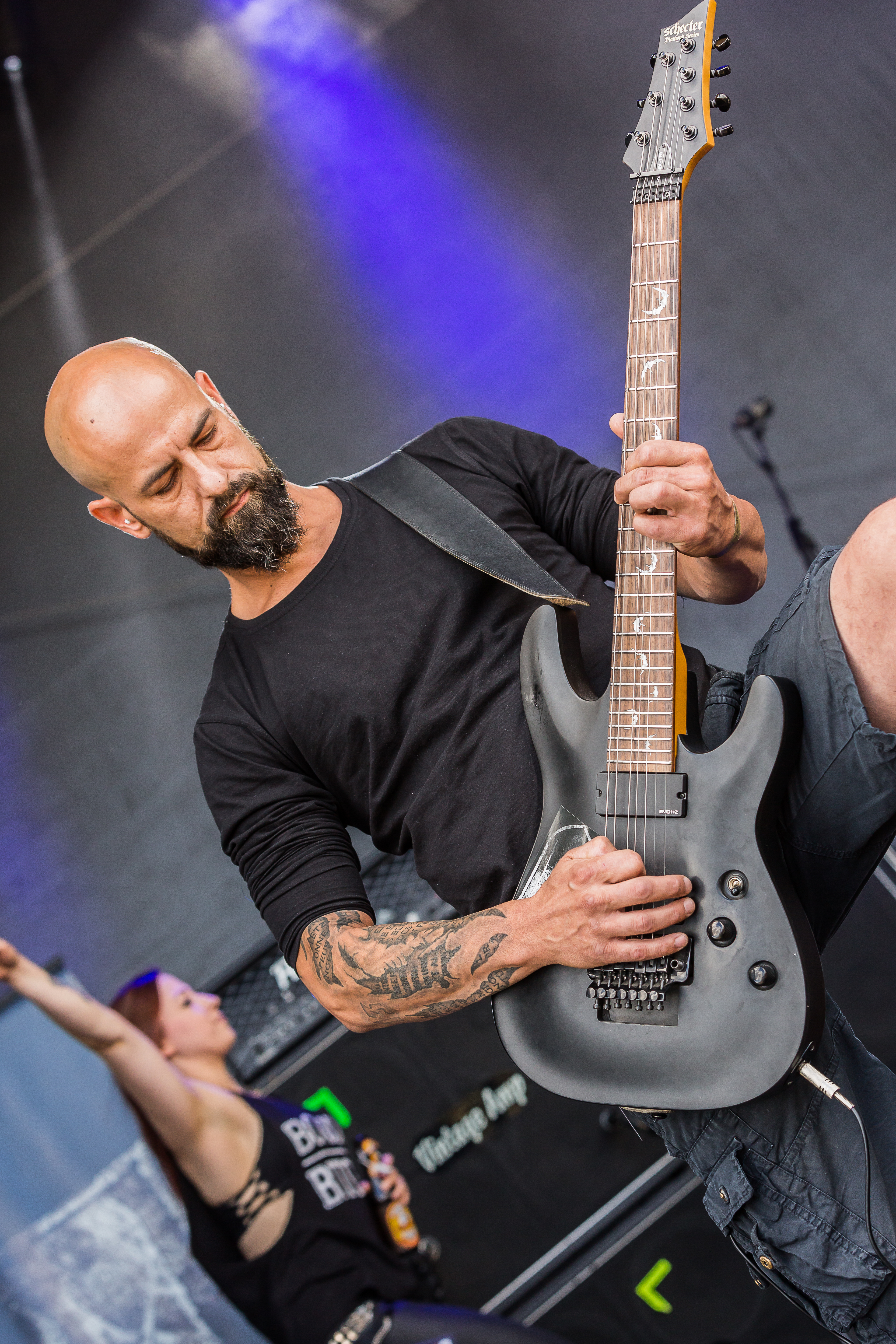
Gitarrist Sam „Herr Ewald“
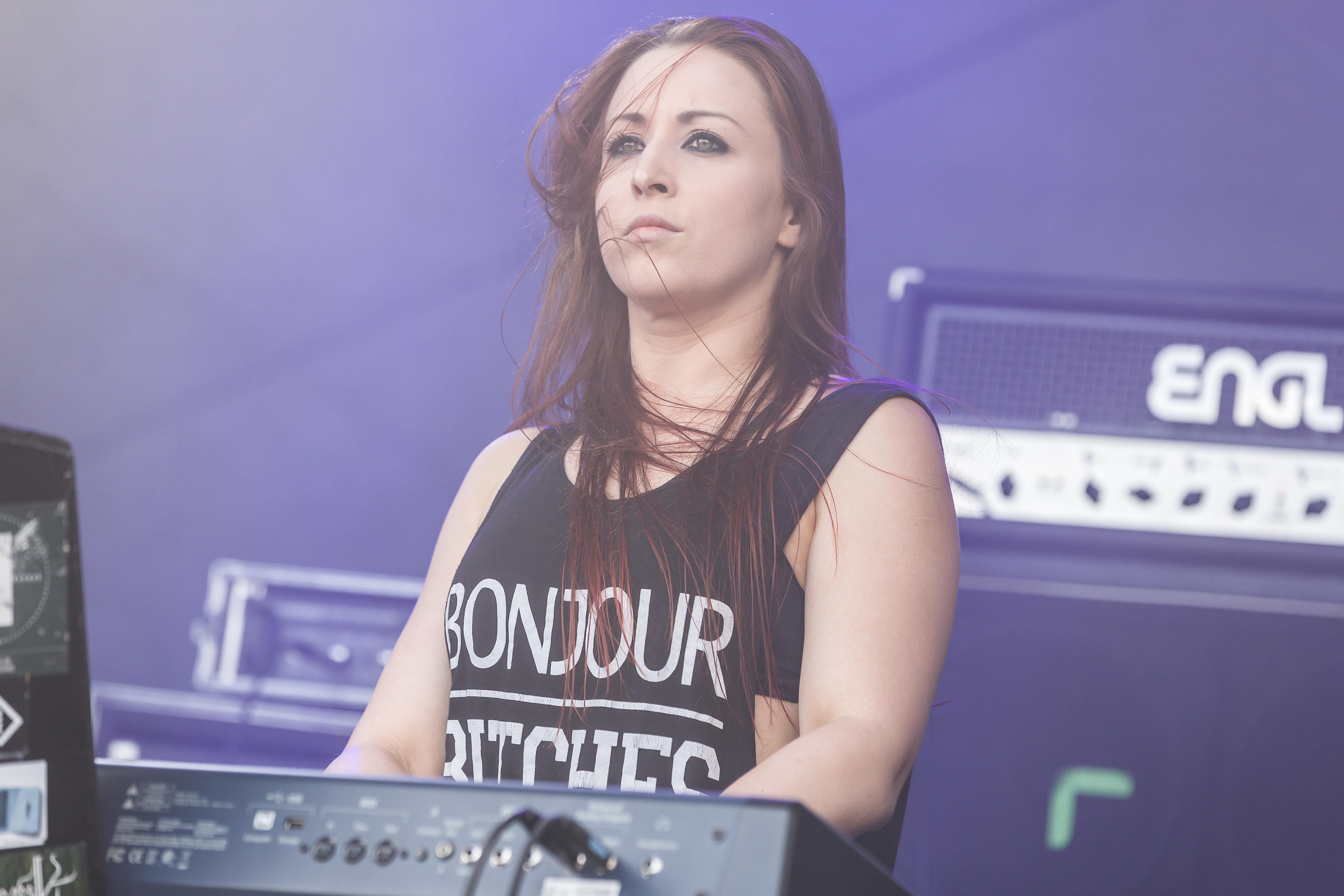
Keyboarderin Jennifer Berg

## Diskografie
Demoaufnahmen
- 1998: First Battle (Demo, CD/MC; Eigenvertrieb)
- 1998: The Dark Age of Revelation (Demo, MC; Eigenvertrieb)

EPs
- 2000: Das Dunkle Reich des Paganlords (EP, CD, Eigenvertrieb)

Alben
- 2002: Schwertzeit (Album, CD, Aural Attack Productions)
- 2006: Todesschwadron Ost (Album, CD, Black Attakk Records)
- 2008: Aus Blut gemacht (Album, CD, Heidenklangwerke)
- 2009: Eisengott (Album, CD/CD+DVD, Heidenklangwerke)
- 2012: Ära (Album, CD, Black Skull Records)
- 2017: Kult (Album, CD, Trollzorn Records / SMP)
- 2021: Heimkehr (Album, CD/12″-Vinyl, Trollzorn Records / SMP)
- 2023: Nebelung (Album, CD/12″-Vinyl, Trollzorn Records / SMP)

Singles
- 2018: Niedergang (Single, MP3, Trollzorn Records / SMP)

Split-Veröffentlichungen
- 2008: Schildfront mit Varg (Split-Album, CD, Twilight)

Beiträge auf Kompilationen (Auswahl)
- 1999: Aus dem Schatten der Vergangenheit auf Eternity #10 Underground (CD, Eternity Magazin)
- 2003: Mithrandir auf G.U.C. Compilation Nr. 19 (CD, G.U.C.)
- 2007: Wulf auf Might Is Right – Nordic Warchants (CD, Det Germanske Folket)
- 2008: Stone Guardian auf Metal Art: The Art of Extreme Music. Vol.4 (CD, Metal Art)
- 2012: Dark Realms auf Tolkiean Black Metal - 120 Years of Master Tolkien (CD, Northwind Productions)